# Du Hirte Israel, höre
Du Hirte Israel, höre (BWV 104), ist eine Kirchenkantate von Johann Sebastian Bach.

## Entstehung
Bach komponierte die Kantate in seinem ersten Amtsjahr in Leipzig für den Sonntag Misericordias Domini, den zweiten Sonntag nach Ostern, und führte sie am 23. April 1724 erstmals auf.

## Thematik
Das Werk beginnt mit einem Zitat von Ps 80,2 . Der Psalm bittet Gott als dem Hirten des Volkes Israel um Befreiung. Der Text aus dem Tanach wird im Neuen Testament, insbesondere in der so genannten „Hirtenrede“ aus dem Johannesevangelium (Joh 10 ), auf Jesus Christus als dem guten Hirten bezogen. So erscheint er auch in der Kantate, die in den ersten drei Teilen von Gott, in den Teilen 4–5 von Jesus spricht. Die Kantate schließt mit einem einfachen Choral, einer Umdichtung des Psalms 23 von Cornelius Becker aus dem Jahre 1598. Auch dieser Psalm spricht Gott an, seine Bildsprache ist aber im Christentum auf Jesus bezogen worden.
Wie in einigen anderen seiner Werke und wie im Barock vielfach üblich, unterstreicht Bach das Bild des Hirten durch den betont friedlich-pastoralen Charakter der Musik.

## Besetzung und Aufbau
Die Kantate ist besetzt mit zwei Solisten, Tenor und Bass, vierstimmigem Chor, zwei Oboe d’amore, Taille (Barockoboe in Tenor-Lage), zwei Violinen, Viola und Basso continuo.
1. Coro: Du Hirte Israel, höre
2. Recitativo (Tenor): Der höchste Hirte sorget vor mich
3. Aria (Tenor): Verbirgt mein Hirte sich zu lange
4. Recitativo (Bass): Ja, dieses Wort ist meiner Seelen Speise
5. Aria (Bass): Beglückte Herde, Jesu Schafe
6. Choral: Der Herr ist mein getreuer Hirt

## Besonderheiten
Es handelt sich bei diesem weniger bekannten Werk um eine der größer angelegten Kantaten Bachs. Die mehrfache Erwähnung des Stückes in Maarten ’t Harts Bestsellerroman Das Wüten der ganzen Welt mag in den letzten Jahren zu einem erhöhten Bekanntheitsgrad beigetragen haben.

## Einspielungen
- Les Grandes Cantates de J.S. Bach Vol. 2, Fritz Werner, Heinrich-Schütz-Chor Heilbronn, Radio-Sinfonieorchester Stuttgart, Helmut Krebs, Franz Kelch, Erato 1957
- Les Grandes Cantates de J.S. Bach Vol. 2, Fritz Werner, Heinrich-Schütz-Chor Heilbronn, Pforzheimer Kammerorchester, Kurt Huber, Jakob Stämpfli, Erato 1966
- Bach Cantatas Vol. 2 - Easter, Karl Richter, Münchener Bach-Chor, Münchener Bach-Orchester, Peter Schreier, Dietrich Fischer-Dieskau, Archiv Produktion 1973
- J.S. Bach: Das Kantatenwerk – Sacred Cantatas Vol. 6, Nikolaus Harnoncourt, Tölzer Knabenchor, Concentus Musicus Wien, Kurt Equiluz, Philippe Huttenlocher, Teldec 1980
- J.S. Bach: Complete Cantatas Vol. 6, Ton Koopman, Amsterdam Baroque Orchestra & Choir, Paul Agnew, Klaus Mertens, Antoine Marchand 2000
- Bach Cantatas Vol. 23: Arnstadt/Echternach, John Eliot Gardiner, Monteverdi Choir, English Baroque Soloists, Norbert Meyn, Stephen Varcoe, Soli Deo Gloria 2000
- J.S. Bach: Cantatas Vol. 19 (Cantatas from Leipzig 1724), Masaaki Suzuki, Bach Collegium Japan, Makoto Sakurada, Stephan MacLeod, BIS 2001
- Bachvespern Frankfurt/Wiesbaden Mitschnitte aus den Gottesdiensten Frühjahr 2005, Martin Lutz, Kantorei St. Katharinen, Bach-Collegium Frankfurt/Wiesbaden, Georg Poplutz, Markus Flaig, Bachvespern Frankfurt/Wiesbaden 2005